# 우사미 린
우사미 린(일본어: 宇佐見りん, 헵번식 로마자 표기법: Usami Rin, 1999년 5월 16일~)는 일본의 소설가이다.

## 생애
누마즈시에서 태어났고, 가나가와현에서 자랐다. 2019년 첫 작품 '카카'(かか)로 분게이 상을 수상했다. 같은 작품으로 미시마 유키오 상을 연속으로 수상해 최연소 수상자가 되었다.  또한 두 번째 작품인 '최애, 타오르다'(推し、燃ゆ)로 제164회 아쿠타가와 류노스케상을 수상했다.

## 저서 목록
- 엄마 (かか), 2019
- 최애, 타오르다 (推し、燃ゆ), 2022